# 自然狀態
自然狀態是一個道德及政治哲學的概念，廣泛用於宗教、社會契約論、及國際法。自然狀態是一個假想狀況，幻想人類在社會狀態存在以前的生活狀況。這種狀況必定曾經存在，而問題就在於「文明社會開始前的生活是怎麼樣的」、「政府是怎樣開始的」以及「為甚麼要由自然狀態過渡到社會狀態」